# Băng ghế

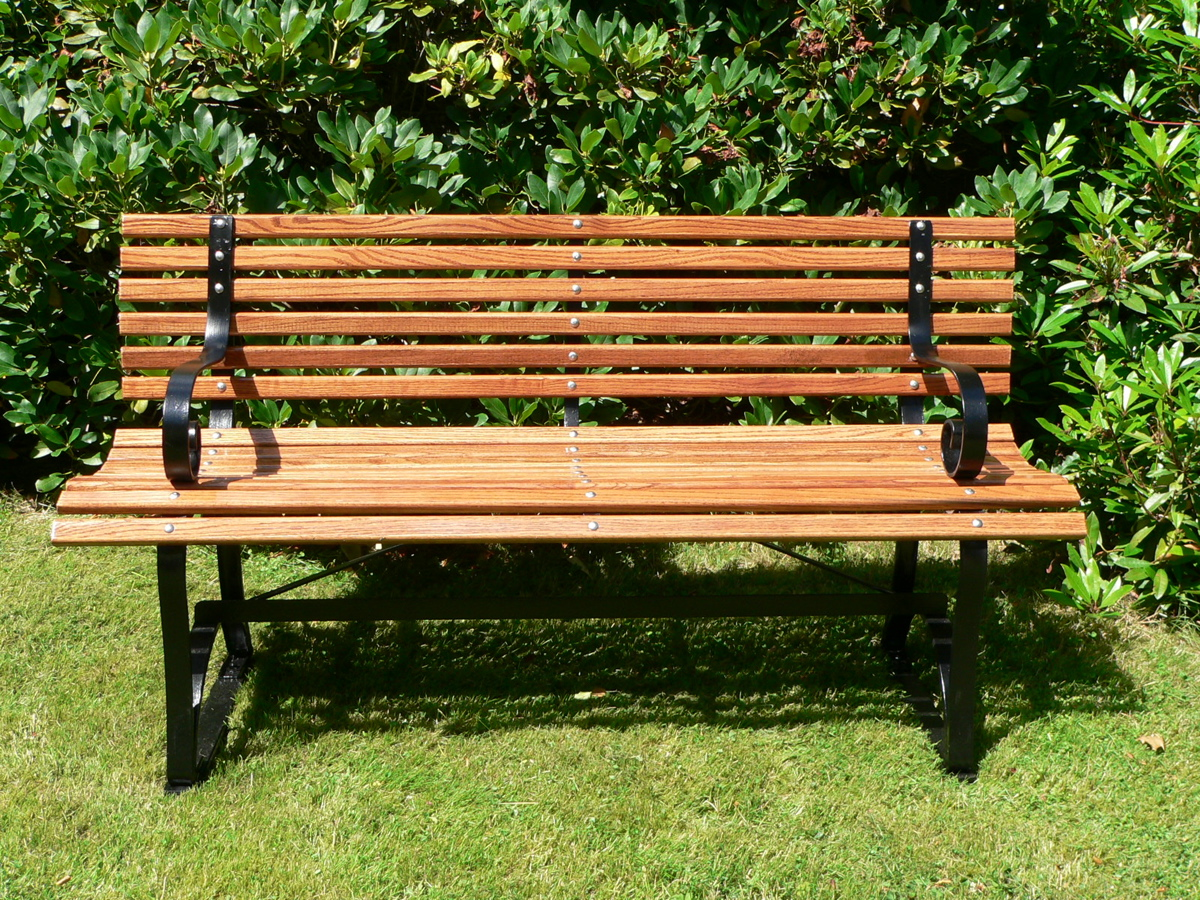
Băng ghế sân vườn cổ điển

Một cô gái nằm đọc sách trên băng ghế

Băng ghế là một ghế dài mà nhiều người có thể ngồi cùng một lúc. Băng ghế thường được làm bằng gỗ, nhưng cũng có thể được làm bằng kim loại, đá hoặc vật liệu tổng hợp. Nhiều băng ghế có phần tựa tay và lưng; một số không có phần còn lại và có thể ngồi từ hai bên. Trong các khu vực công cộng của Mỹ, băng ghế thường được những người hoặc hiệp hội trao tặng, sau đó có thể được ghi danh trên đó, ví dụ như trên một tấm bảng nhỏ. Băng ghế được sử dụng cả ngoài trời và trong nhà. 

## Các loại

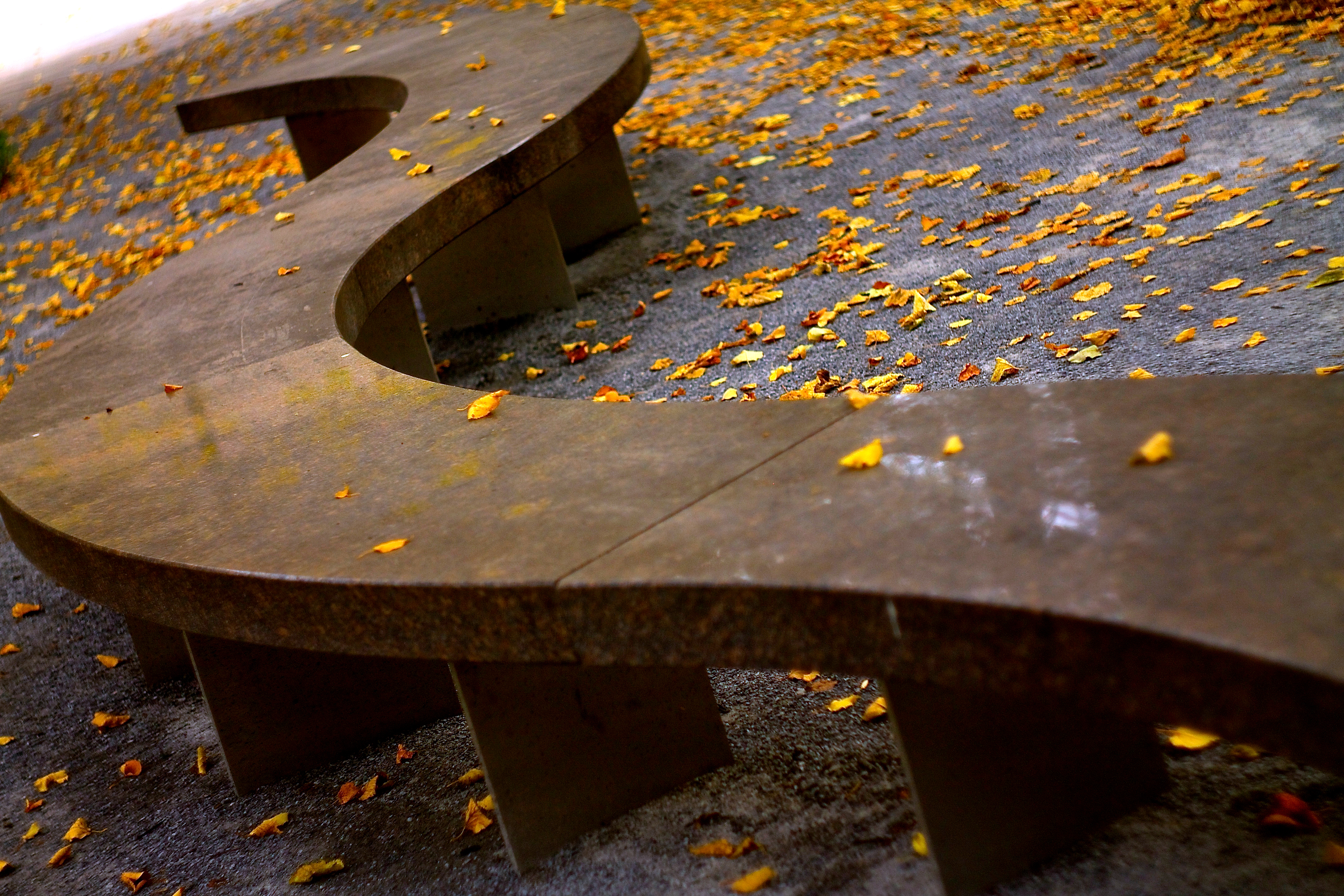
Một băng ghế dài, cong và không có lưng

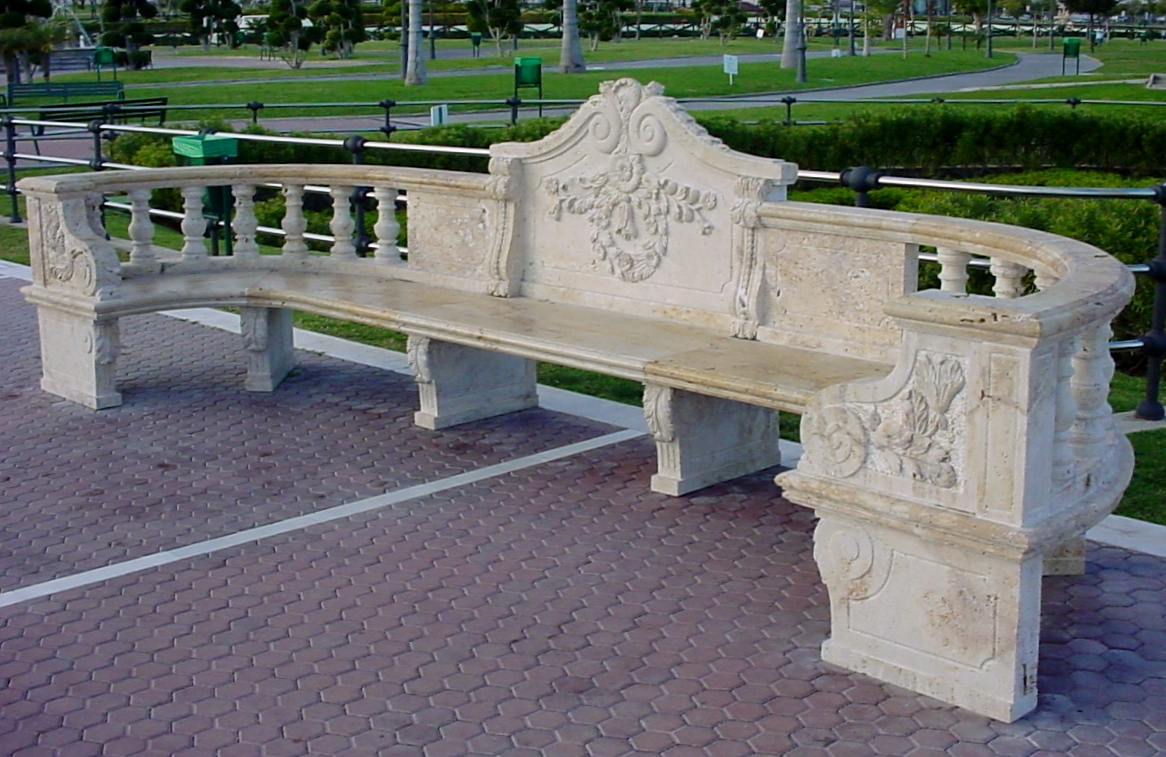
Băng ghế đá ở Công viên Quốc gia ở Torremolinos, Tây Ban Nha

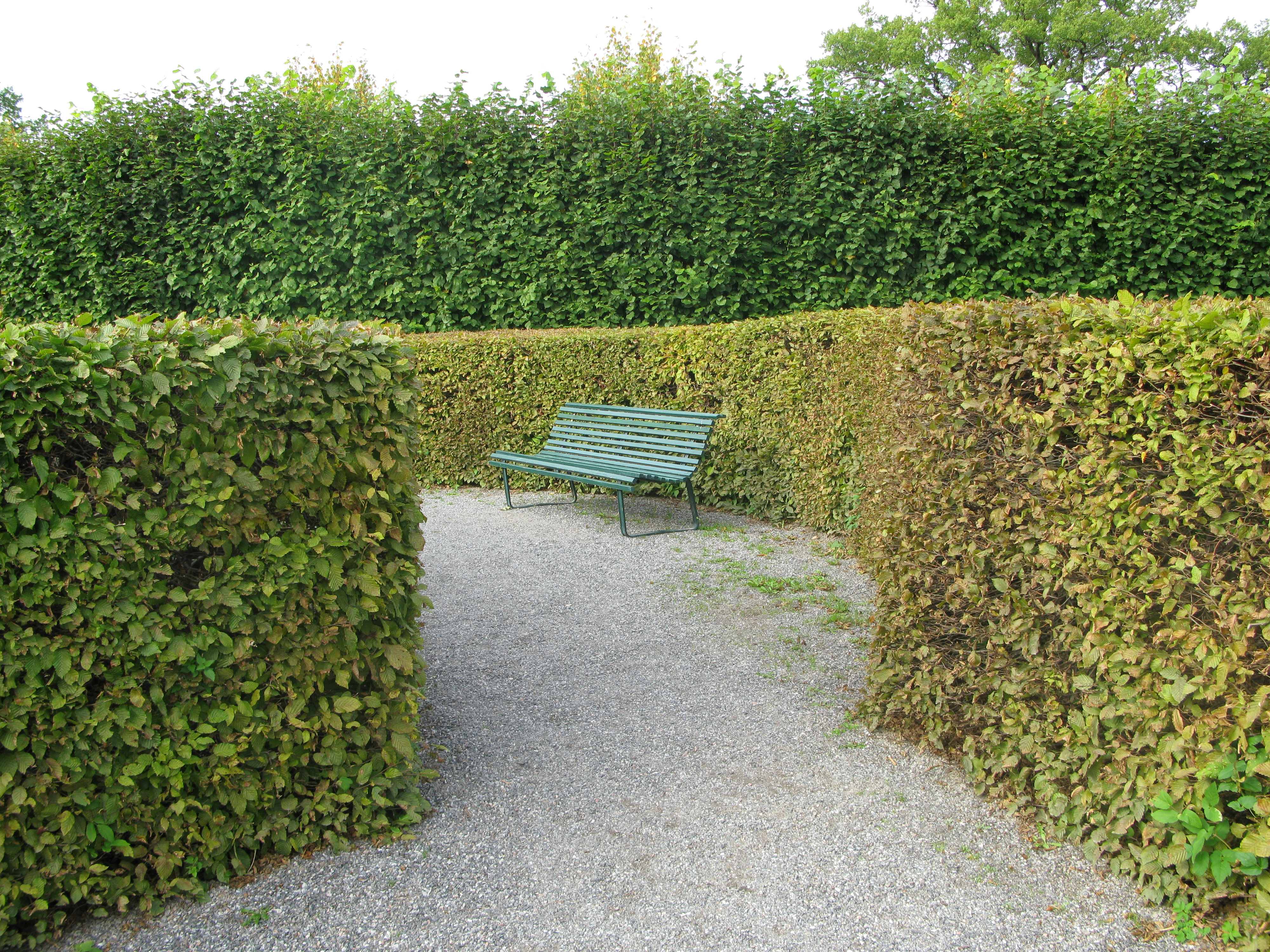
Một băng ghế công viên trong công viên Cung điện Drottningholm

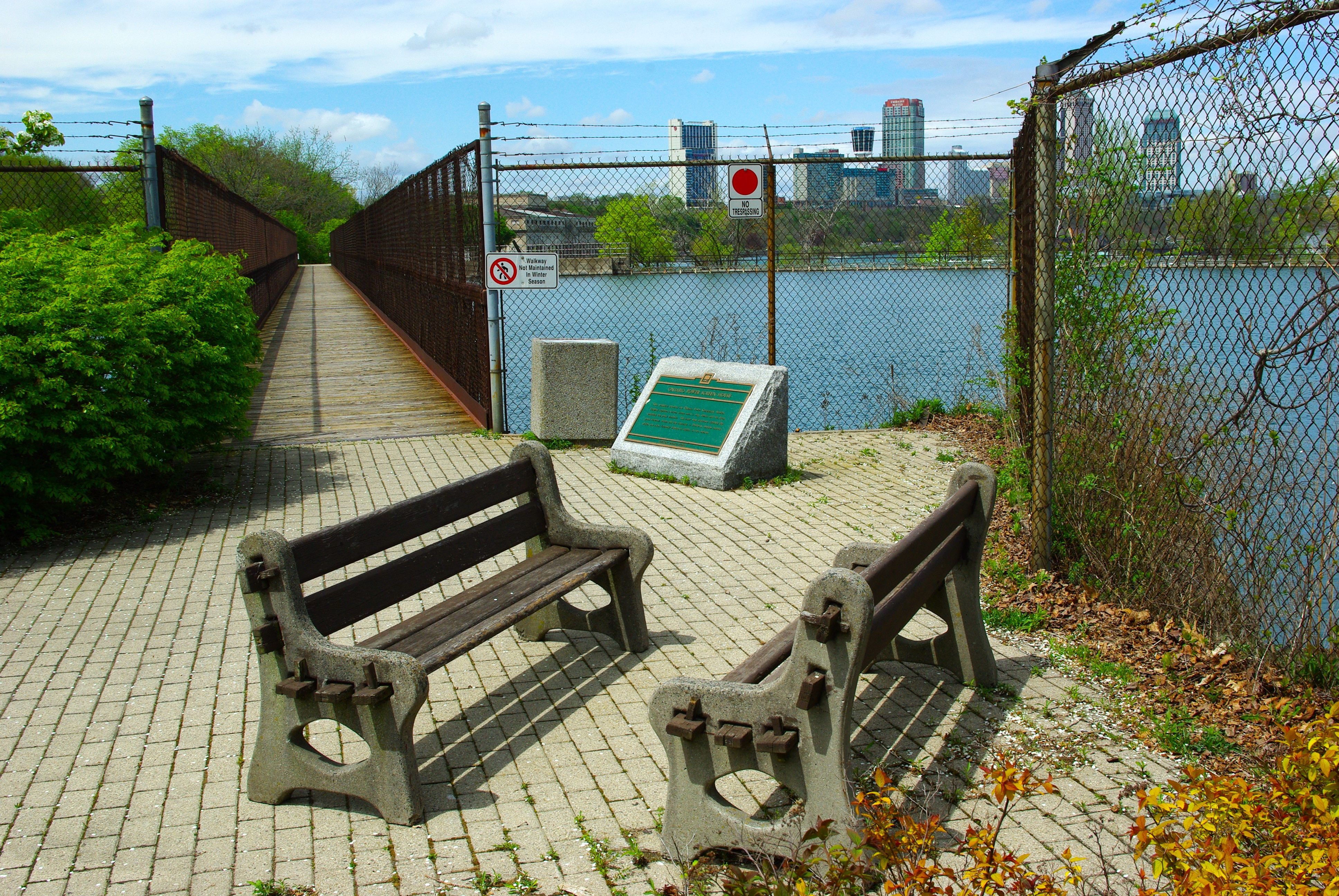
2 băng ghế đối diện nhau ở Niagara Falls, Ontario

Thông thường băng ghế được đặt tên đơn giản cho nơi chúng được sử dụng, bất kể điều này có ngụ ý một thiết kế cụ thể hay không.
- Băng ghế công viên được đặt làm chỗ ngồi trong các công viên công cộng, và khác nhau về số lượng người họ có thể ngồi.
- Băng ghế trong vườn tương tự như băng ghế công viên công cộng, nhưng dài hơn và cung cấp nhiều chỗ ngồi hơn.[1]
- Bàn ăn ngoài trời, hoặc bàn ăn tự chọn có ghế dài cũng như bàn. Những chiếc bàn này có thể có chân bàn có thể đóng mở được, để đẩy nhanh quá trình vận chuyển và lưu trữ.
- Băng ghế ngắm cảnh được đặt để cung cấp một phương tiện thoải mái để thưởng thức chiêm ngưỡng một cảnh quan đẹp, một khung cảnh đường phố bận rộn, hoặc có lẽ là một sự kiện cụ thể.
- Băng ghế giao thông thường được đặt ở khu vực giao thông cao để cho phép mọi người nghỉ ngơi nhanh chóng.
- Băng ghế lưu trữ là sự kết hợp giữa không gian ngồi và hộp lưu trữ, thường được sử dụng để giữ đồ làm vườn hoặc thiết bị nướng.
- Một hình thức khác là một băng ghế dự phòng được sử dụng để ngồi trong phòng ăn, phòng học và tòa án.

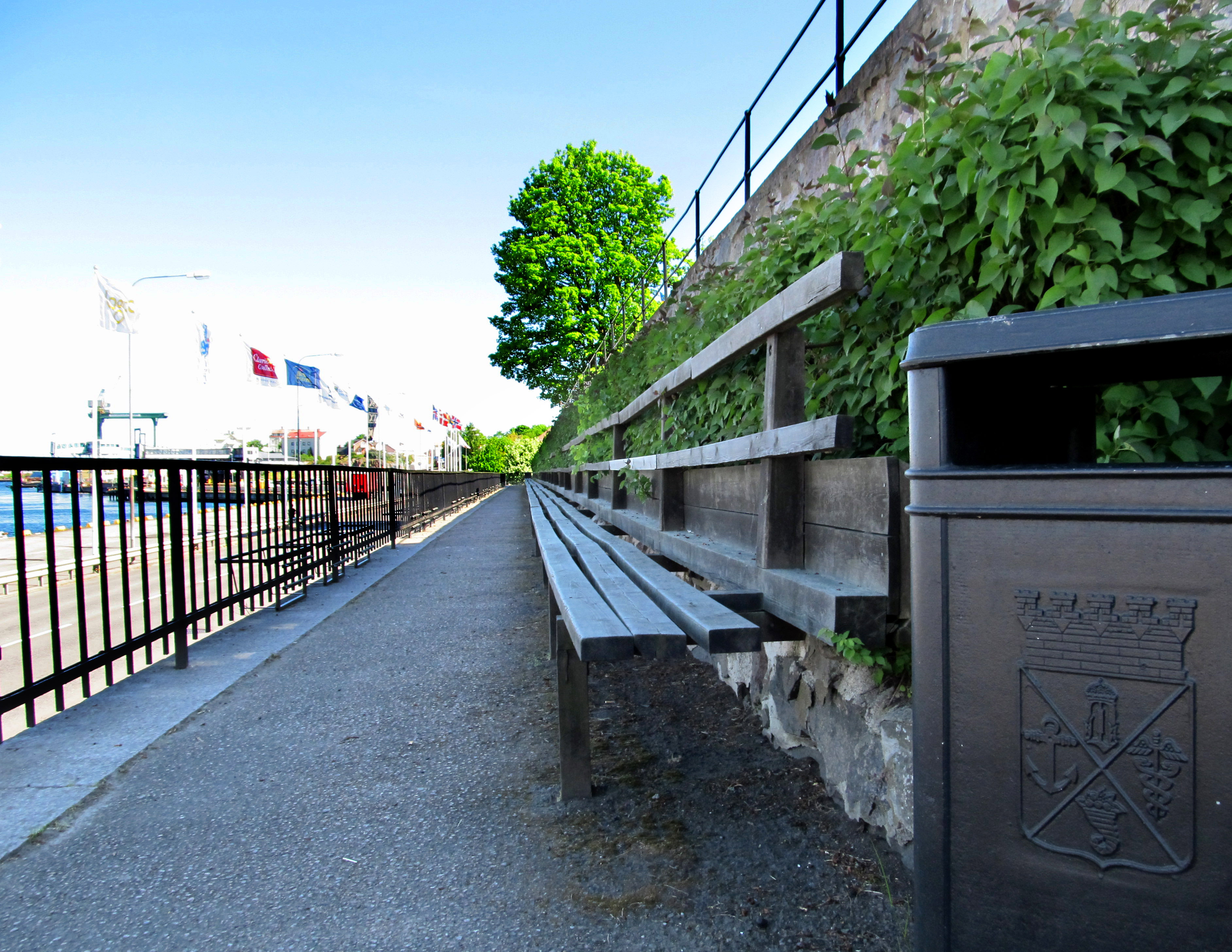
Långa Soffan, một băng ghế công viên dài 240 ft ở Oskarshamn, Thụy Điển

Nhiều loại băng ghế được thiết kế riêng cho và/hoặc được đặt tên theo các mục đích sử dụng cụ thể, chẳng hạn như:
- băng ghế nhà thờ và ghế trong các nơi thờ cúng, đôi khi được trang bị thêm một băng ghế quỳ. Băng ghế nhà thờ và ghế có thể có nhiều phong cách khác nhau bao gồm truyền thống, hiện đại và cong để phù hợp và bổ sung cho phong cách kiến trúc và không gian của nơi thờ cúng.
- một ghế băng là một ghế truyền thống được cài đặt trong ô tô, có một miếng đệm liên tục chạy dọc toàn bộ chiều rộng của cabin.
- một băng ghế trừng phạt được sử dụng để trói người bị phạt xuống trước khi chịu một nhục hình, sau đó nó có thể được đặt tên cụ thể, ví dụ như băng ghế dùng để đánh đòn bằng gậy.
- một băng ghế (tập tạ) được sử dụng cho các bài tập thể dục.
- một băng ghế hiệp thông không được sử dụng như một chỗ ngồi
- một băng ghế đàn piano cho một người
- một băng ghế đánh đòn, như một băng ghế đánh gậy, được thiết kế đặc biệt để trói người bị đánh, có thể dựng đứng thay vì nằm
- Xích đu là băng ghế di chuyển độc lập, treo, được sử dụng để chơi hoặc như một mái hiên thư giãn.
- Băng ghế tình bạn trong một sân chơi của trường học là nơi một đứa trẻ có thể đi tới khi chúng muốn nói chuyện với ai đó.
- băng ghế trong phòng xử án, phía sau là thẩm phán.